# Baleinière

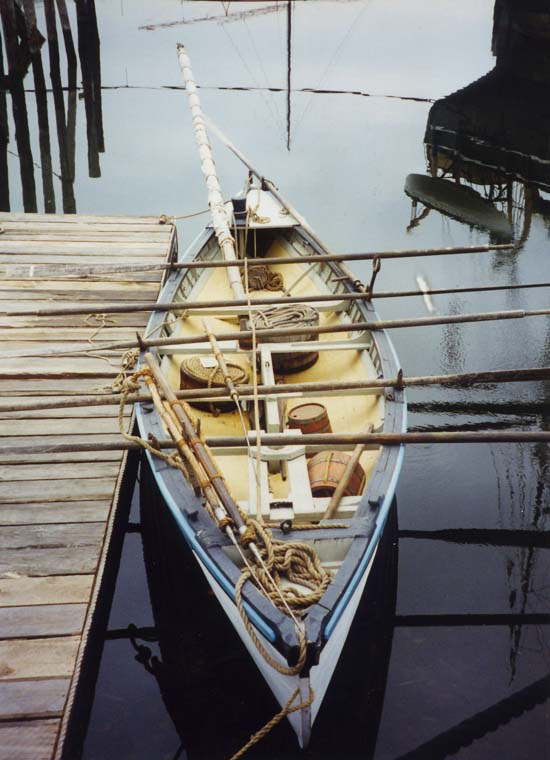
Une copie d'une baleinière traditionnelle au Musée maritime Mystic Seaport (Connecticut, États-Unis)

La baleinière est une embarcation longue et fine, souvent dénommée pirogue baleinière, qui était utilisée pour la chasse à la baleine au harpon jusqu'au début du XXe siècle, principalement par les navires américains de Nantucket ou New Bedford (côte Est des États-Unis), et même jusqu'aux années 1970 à partir des îles des Açores (quelques baleines et autres cétacés sont toujours harponnées à la main de nos jours, par des peuples traditionnels, en Arctique ou en Asie, mais le plus souvent à partir d'embarcations désormais motorisées). Les pirogues baleinières étaient donc des embarcations légères et pointues des deux extrémités, de façon à pouvoir progresser également en arrière à l'aviron lors de la dernière approche du cétacé pour la mise à la mort. Très rapides à la voile mais aussi à l'aviron, des pagaies étaient également à bord pour les manœuvres plus rapprochées ou pour augmenter la vitesse à la voile (spécialement aux Açores).
Une fois tuée, la baleine était remorquée vers le (navire) baleinier, ou bien celui-ci s'en rapprochait, pour la phase de dépeçage et de fonte de la graisse afin d'en extraire l'huile. C'était avant l'ère du pétrole, dont on peut dire que la découverte et l'utilisation a contribué à sauver les derniers grands cétacés.

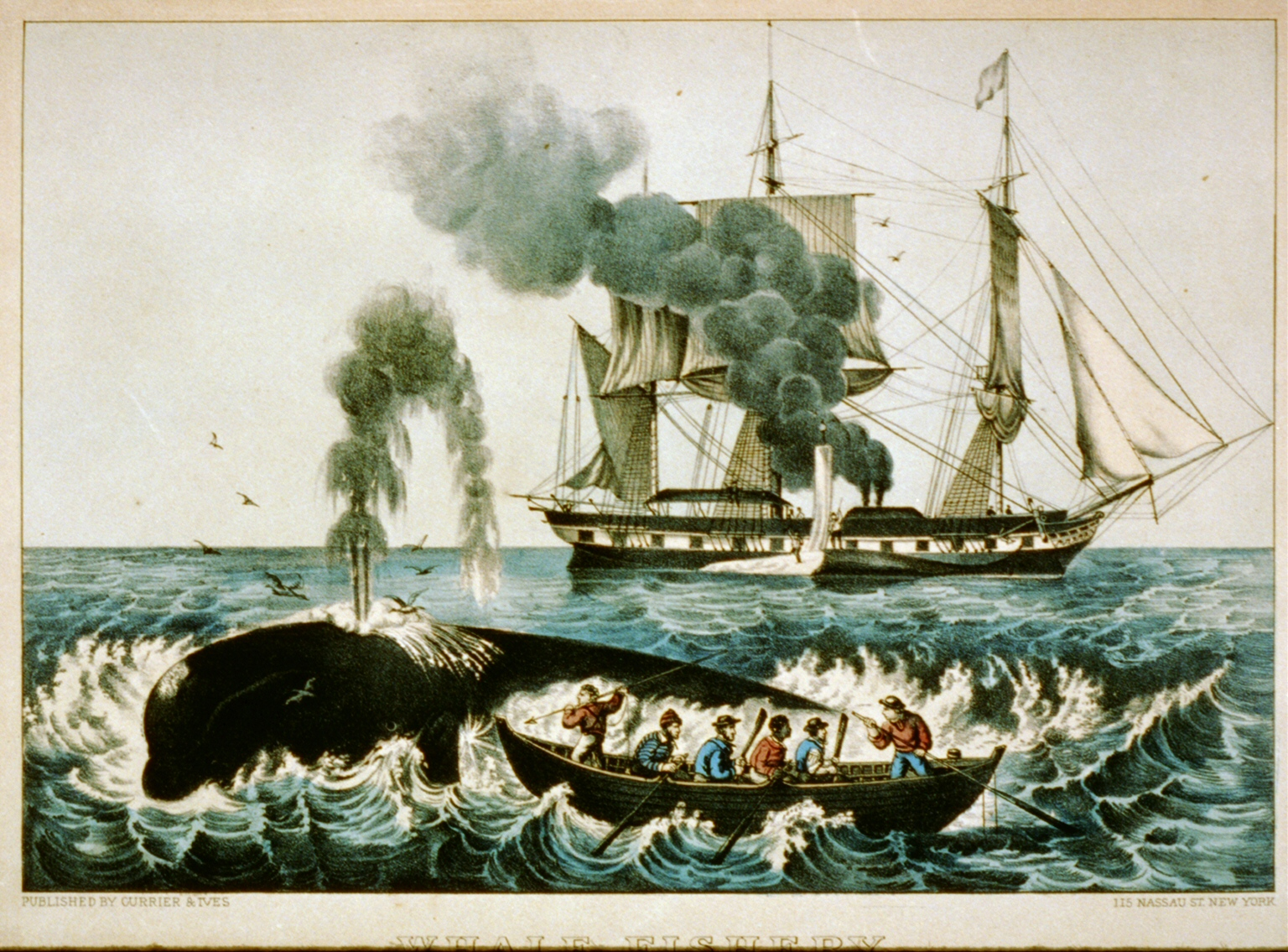
Baleinière au premier plan

Le terme de baleinière est également utilisé pour désigner les embarcations de sauvetage sous bossoirs.

## Dans le bassin du Congo
En République démocratique du Congo et en République centrafricaine, le terme est employé pour désigner des péniches, bateaux à fond plat, fluviaux ou lacustres naviguant sur le fleuve Congo ou ses affluents.

## Sport
Dans l'ouest de la France, le groupement de baleinières de Vendée organise chaque année un championnat. Cinq club à aujourd'hui concourent à la force des bras. Cette année [Quand ?], le club des Ovalies de la mer a relancé une course mythique de près de 4h30 d'effort. En reliant l'ile d'Yeu à Saint Gilles croix de Vie, l'effort de tous ces rameurs a été récompensé par une foule rassemblée en masse sur la jetée[style trop lyrique ou dithyrambique].

## Patrimoine
Plusieurs musées maritimes français exposent une baleinière des Açores.
Une association bretonne a construit une baleinière américaine, la Stérenn (étoile en langue bretonne), mise à l'eau le 24 mai 1998 à Lanester (Morbihan). Il s'agit d'une réplique, en bois-composite, des baleinières embarquées sur les baleiniers américains, dont quelques-uns avaient embarqué des équipages français et établi des comptoirs temporaires à Dunkerque, Lorient ou La Rochelle, à la fin du XVIIIe siècle
Un projet culturel important se déroule au pays basque, pays d'histoire de la chasse à la baleine, avec la reconstruction du baleinier San Juan commencée en 2015 par l'association Albaola à Pasaïa.